# Droit sud-soudanais
Le droit sud-soudanais est le droit appliqué au Soudan du Sud depuis l'indépendance du Soudan le 9 juillet 2011.

## Sources du droit

### Constitution
La Constitution provisoire est la loi suprême du Soudan du Sud,.
Les constitutions des États fédérés et la législation doit être conforme à celle-ci.

### Législation
L'article 5 de la Constitution dispose que les sources de la législation sont :
- la Constitution elle-même ;
- le droit coutumier ;
- la volonté du peuple ;
- et toutes autres sources nécessaires.

### Droit coutumier
Le juge Ambrose Thiik a déclaré :

« Le droit coutumier est une manifestation de nos coutumes, normes sociales, croyances et pratiques. Il comprend en grande partie ce pour quoi nous nous sommes battus ces vingt dernières années. Il est évident que le droit coutumier sous-tendra notre société, ses institutions légales et ses lois futures. »

Dans l'affaire Bamboulis v Bamboulis de 1954, le juge C. J. Lindsay a défini le mot coutume dans son acception soudanaise :

« Le [mot] coutume [dans le contexte du droit coutumier] fait référence aux coutumes locales résultant de la pratique au Soudan, et n'est pas applicable aux règles de droit importées d'origine étrangère. »

Au Soudan du Sud, l'expression de droit coutumier fait aussi référence au droit musulman appliqué par les sud-soudanais musulman.

## Organisation juridictionnelle
Les juridictions sont : la Cour suprême, les Cours d'appel, les Hautes Cours, les Cours de comtés et les juridictions inférieures.
La Cour suprême est la plus haute cour de l’État. Elle contrôle la constitutionnalité des lois, interprète la Constitution, est la cour de cassation des décisions rendues par les cours d'appel et peut juger le président, vice-président et les présidents des deux chambres du Parlement.
Les Cours d'appel sont créées par l’article 130 de la Constitution. Elles sont au nombre de trois.
Les Hautes Cours sont créées par l’article 131 de la Constitution. Elles sont au nombre de dix.
L'article 132 est la base légale pour la création des cours de comtés et les autres juridictions inférieures. Les cours de comtés sont au nombre de dix. Les juridictions inférieures sont les cours de villes et rurales au nombre de trois : la Wau Town Court, la Rural Court, et la Al Muqtaa Populace Court.

## Sources

## Compléments